# Jane Ng
Jane Ng (née le 24 janvier 1987) est une conceptrice d'animation 3D sino-américaine, surtout connue pour ses travaux sur Firewatch, The Cave et Brütal Legend. Parmi ses œuvres notables figurent Stacking, Costume Quest, Spore et The Godfather. 
Elle est diplômée du Swarthmore College en 2001 et a étudié au Studio Arts and Engineering. 

## Carrière
Elle commence son parcours dans l'industrie du jeu vidéo en occupant un poste de stagiaire d'été aux studios Ronin.  
Après que Ronin cesse ses activités, elle entre chez Electronics Arts et y travaille sur Return of the King. 
Après trois ans passés chez Electronic Arts, elle rejoint Double Fine Productions où elle participe à la création de certains de leurs titres les plus marquants tels que Stacking, Costume Quest et Brutal Legend. Puis, au bout de 6 ans, elle est embauchée par Campo Santo pour y travailler sur le titre phare de l'entreprise, Firewatch. 